# Antinsaari (ö i Norra Savolax, Norra Savolax, lat 63,64, long 27,56)
Antinsaari är en ö i Finland. Den ligger i sjön Harvanjärvi och i kommunen Sonkajärvi i den ekonomiska regionen  Övre Savolax   och landskapet Norra Savolax, i den centrala delen av landet, 400 km norr om huvudstaden Helsingfors. Öns area är 0,5 hektar och dess största längd är 130 meter i sydväst-nordöstlig riktning.